# La Baleine
Pour les articles homonymes, voir Baleine (homonymie).
La Baleine (prononcé [labalɛn]) est une commune française, située dans le département de la Manche en région Normandie, peuplée de 106 habitants.

## Géographie
La commune est au sud-est du Coutançais, dans le Centre-Manche. Son bourg est à 4,5 km au nord-est de Gavray, à 12 km à l'ouest de Percy, à 14 km au nord-ouest de Villedieu-les-Poêles et à 20 km au sud-est de Coutances.
| Saint-Denis-le-Gast         | Hambye     | Hambye             |
| Saint-Denis-le-Gast         | La Baleine | Sourdeval-les-Bois |
| Saint-Denis-le-Gast, Gavray | Gavray     | Sourdeval-les-Bois |

### Hydrographie
La commune est située dans le bassin Seine-Normandie. Elle est drainée par la Sienne, le cours d'eau 01 de l'Hôtel Daniel et le cours d'eau 02 des Landelles,,.
La Sienne, d'une longueur de 93 km, prend sa source dans la commune de Noues de Sienne et se jette  dans le golfe de Saint-Malo en limite de Agon-Coutainville et de Regnéville-sur-Mer, après avoir traversé 21 communes. 

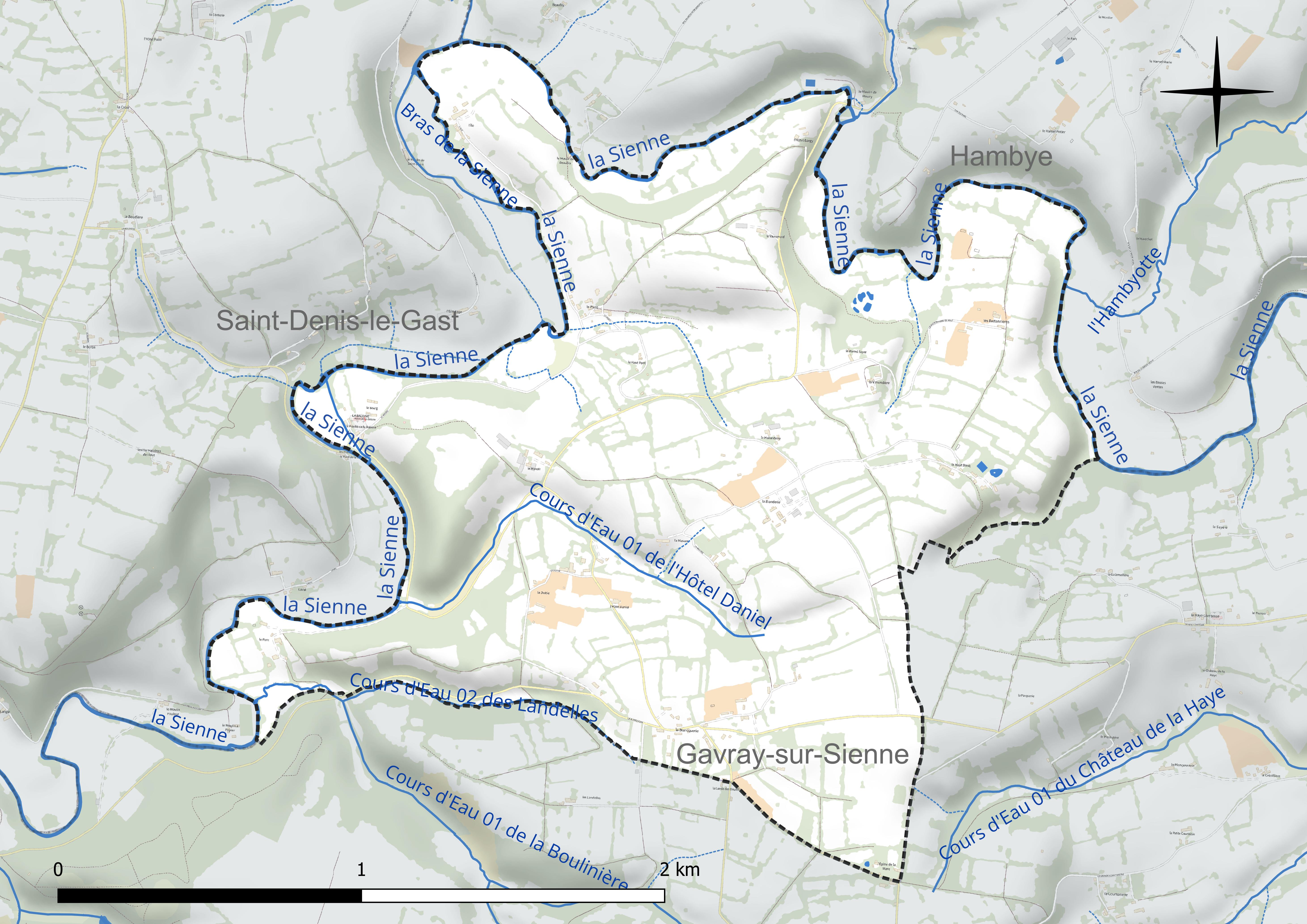
Réseau hydrographique de la Baleine.

### Climat
Pour des articles plus généraux, voir Climat de la Normandie et Climat de la Manche.
En 2010, le climat de la commune est de type climat océanique franc, selon une étude du CNRS s'appuyant sur une série de données couvrant la période 1971-2000. En 2020, Météo-France publie une typologie des climats de la France métropolitaine dans laquelle la commune est exposée à un climat océanique et est dans la région climatique  Normandie (Cotentin, Orne), caractérisée par une pluviométrie relativement élevée (850 mm/a) et un été frais (15,5 °C) et venté. Parallèlement le GIEC normand, un groupe régional d'experts sur le climat, différencie quant à lui, dans une étude de 2020, trois grands types de climats pour la région Normandie, nuancés à une échelle plus fine par les facteurs géographiques locaux. La commune est, selon ce zonage, exposée à un « climat contrasté des collines », correspondant au Bocage normand, bien arrosé, voire très arrosé sur les reliefs les plus exposés au flux d'ouest, et frais en raison de l'altitude.
Pour la période 1971-2000, la température annuelle moyenne est de 10,7 °C, avec une amplitude thermique annuelle de 11,9 °C. Le cumul annuel moyen de précipitations est de 1 011 mm, avec 14,7 jours de précipitations en janvier et 9,6 jours en juillet. Pour la période 1991-2020, la température moyenne annuelle observée sur la station météorologique la plus proche, située sur la commune de Cerisy-la-Salle à 12 km à vol d'oiseau, est de 11,5 °C et le cumul annuel moyen de précipitations est de 1 112,5 mm,. Pour l'avenir, les paramètres climatiques de la commune estimés pour 2050 selon différents scénarios d'émission de gaz à effet de serre sont consultables sur un site dédié publié par Météo-France en novembre 2022.

## Urbanisme

### Typologie
Au 1er janvier 2024, La Baleine est catégorisée commune rurale à habitat très dispersé, selon la nouvelle grille communale de densité à sept niveaux définie par l'Insee en 2022.
Elle est située hors unité urbaine et hors attraction des villes,.

### Occupation des sols
L'occupation des sols de la commune, telle qu'elle ressort de la base de données européenne d'occupation biophysique des sols Corine Land Cover (CLC), est marquée par l'importance des territoires agricoles (83,7 % en 2018), une proportion sensiblement équivalente à celle de 1990 (83,8 %). La répartition détaillée en 2018 est la suivante : prairies (76,5 %), forêts (16,3 %), terres arables (7,2 %). L'évolution de l'occupation des sols de la commune et de ses infrastructures peut être observée sur les différentes représentations cartographiques du territoire : la carte de Cassini (XVIIIe siècle), la carte d'état-major (1820-1866) et les cartes ou photos aériennes de l'IGN pour la période actuelle (1950 à aujourd'hui).

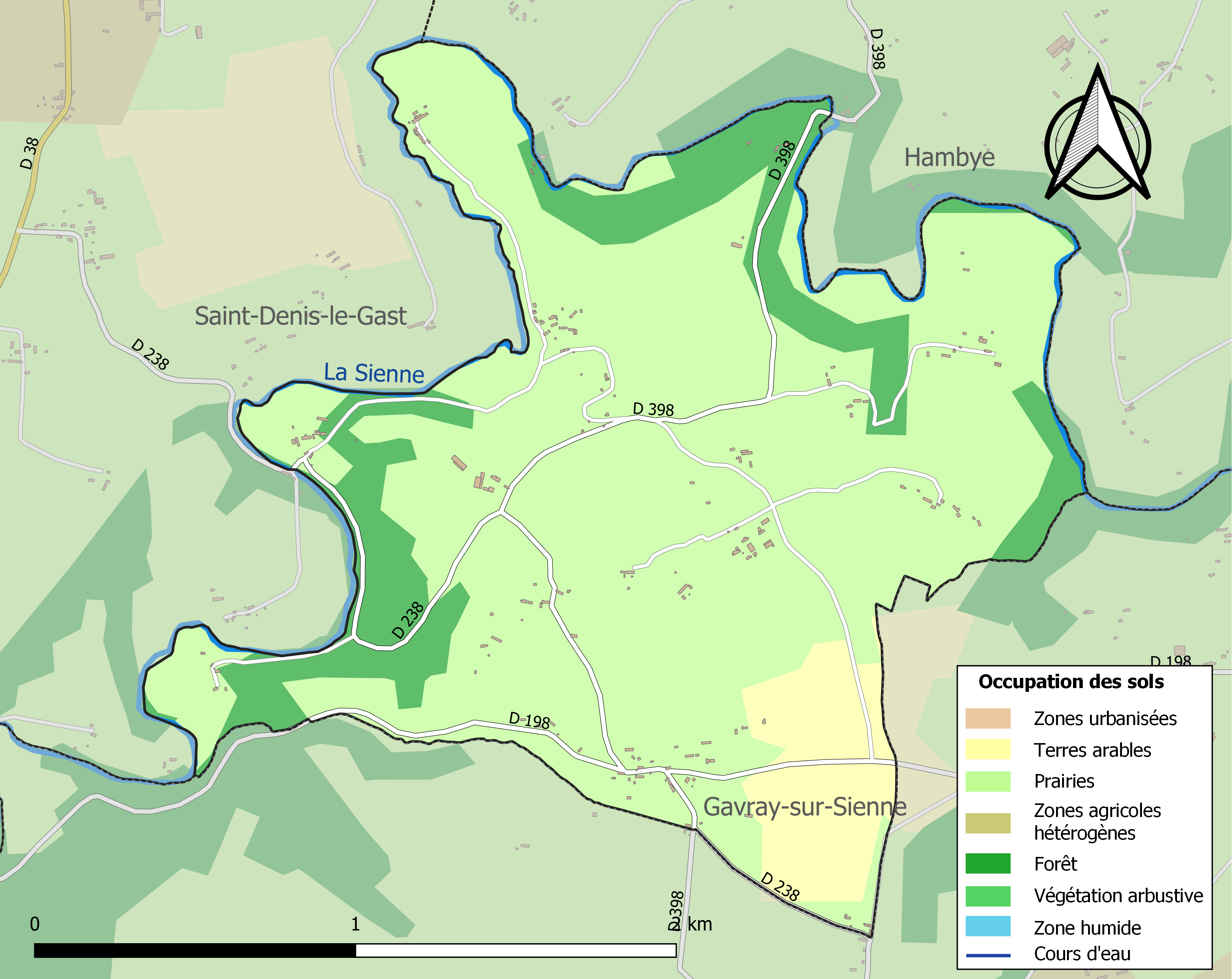
Carte des infrastructures et de l'occupation des sols de la commune en 2018 (CLC).

## Toponymie
Le nom de la localité est attesté sous les formes Ballena en 979, Balena en 1180 et 1200 et Labaleinne en 1198.
L'origine du toponyme n'est pas clairement établie. Selon Albert Dauzat, il pourrait avoir la même origine que Balesmes, c'est-à-dire la déesse gauloise Belisama mais ayant subi une déformation.
Ernest Nègre, suivi par René Lepelley, note que l'ancien français balain, qui a dû désigner le « genêt (à balai) », pouvait également être un adjectif qualifiant ici le terrain portant la plante : terre balaine,.
Un cours d'eau qui y coule s'appelle également la Baleine.
Le gentilé est Balenois.

## Histoire
Le village était la possession de la famille Saint-Germain.
En 1789, à l'assemblée primaire du canton, Philippe Dupont et François Le Bargy, tous deux laboureurs, furent les députés de La Baleine.
En avril 2018, le maire du Mesnil-Amand relance un projet de communes nouvelles vers l'ensemble des communes de l'ancien canton de Gavray et un mois après, cinq communes décident d'élaborer la charte de fonctionnement de la commune nouvelle rassemblant Gavray, Le Mesnil-Amand, Le Mesnil-Rogues, Sourdeval-les-Bois et La Baleine.
La commune présente au début de la réflexion ne rejoint pas le projet de Gavray-sur-Sienne à la suite d'un vote de son conseil municipal.

## Politique et administration
| Période | Période   | Identité               | Étiquette | Qualité       |
| --- | --------- | ---------------------- | --------- | ------------- |
| 1800 | 1812      | Dominique Anquetil     |           |               |
| 1813 | 1841      | Pierre Le Grand        |           |               |
| 1841 | 1844      | François Dupont        |           |               |
| 1844 | 1846      | Aimable Pierre Vimond  |           |               |
| 1846 | 1870      | Pierre François Dupont |           |               |
| 1870 | 1874      | Gilles Aimable Legrand |           |               |
| 1874 | 1876      | Théodule Leconte       |           |               |
| 1876 | 1883      | Gilles Aimable Legrand |           |               |
| 1884 | 1888      | Auguste Dupont         |           |               |
| 1888 | 1921      | Émile Joseph Leconte   |           |               |
| 1922 | 1934      | Alfred Delarue         |           |               |
| 1934 | 1941      | Georges Gouttière      |           |               |
| 1942 | 1945..    | Émile Alexandre        |           |               |
| ..1947 | 1964      | François Pacary        |           |               |
| 1965 | 1977      | René Cléraux           |           | cultivateur   |
| 1978 | 1997      | Roger Lemonnier        | DVD       |               |
| 1997 | mars 2001 | Agnès Ollivier         |           |               |
| mars 2001 | 2020      | Bernard Lejeune        | SE        |               |
| 2020 | mai 2025  | Justine Lebouteiller   | SE        | restauratrice |
| juin 2025 | En cours  | Michel Vimond          | SE        |               |
| liste établie jusqu'en 2014 par Jean Pouëssel et Claude Bouchard pour 601 communes et lieux de vie de la Manche. |           |                        |           |               |

Le conseil municipal est composé de sept membres dont le maire et deux adjoints.

## Démographie
L'évolution du nombre d'habitants est connue à travers les recensements de la population effectués dans la commune depuis 1793. Pour les communes de moins de 10 000 habitants, une enquête de recensement portant sur toute la population est réalisée tous les cinq ans, les populations de référence des années intermédiaires étant quant à elles estimées par interpolation ou extrapolation. Pour la commune, le premier recensement exhaustif entrant dans le cadre du nouveau dispositif a été réalisé en 2005.
En 2022, la commune comptait 106 habitants, en évolution de +15,22 % par rapport à 2016 (Manche : −0,31 %, France hors Mayotte : +2,11 %).
La Baleine a compté jusqu'à 540 habitants en 1800 et 1821.
| 1793 | 1800 | 1806 | 1821 | 1831 | 1836 | 1841 | 1846 | 1851 |
| ---- | ---- | ---- | ---- | ---- | ---- | ---- | ---- | ---- |
| 445  | 540  | 534  | 540  | 507  | 507  | 493  | 451  | 424  |

| 1856 | 1861 | 1866 | 1872 | 1876 | 1881 | 1886 | 1891 | 1896 |
| ---- | ---- | ---- | ---- | ---- | ---- | ---- | ---- | ---- |
| 413  | 414  | 375  | 303  | 278  | 272  | 274  | 243  | 242  |

| 1901 | 1906 | 1911 | 1921 | 1926 | 1931 | 1936 | 1946 | 1954 |
| ---- | ---- | ---- | ---- | ---- | ---- | ---- | ---- | ---- |
| 249  | 231  | 199  | 183  | 211  | 214  | 218  | 215  | 206  |

| 1962 | 1968 | 1975 | 1982 | 1990 | 1999 | 2005 | 2006 | 2010 |
| ---- | ---- | ---- | ---- | ---- | ---- | ---- | ---- | ---- |
| 170  | 177  | 153  | 144  | 121  | 118  | 95   | 93   | 94   |

| 2015 | 2020 | 2022 | - | - | - | - | - | - |
| ---- | ---- | ---- | - | - | - | - | - | - |
| 92   | 106  | 106  | - | - | - | - | - | - |

## Lieux et monuments

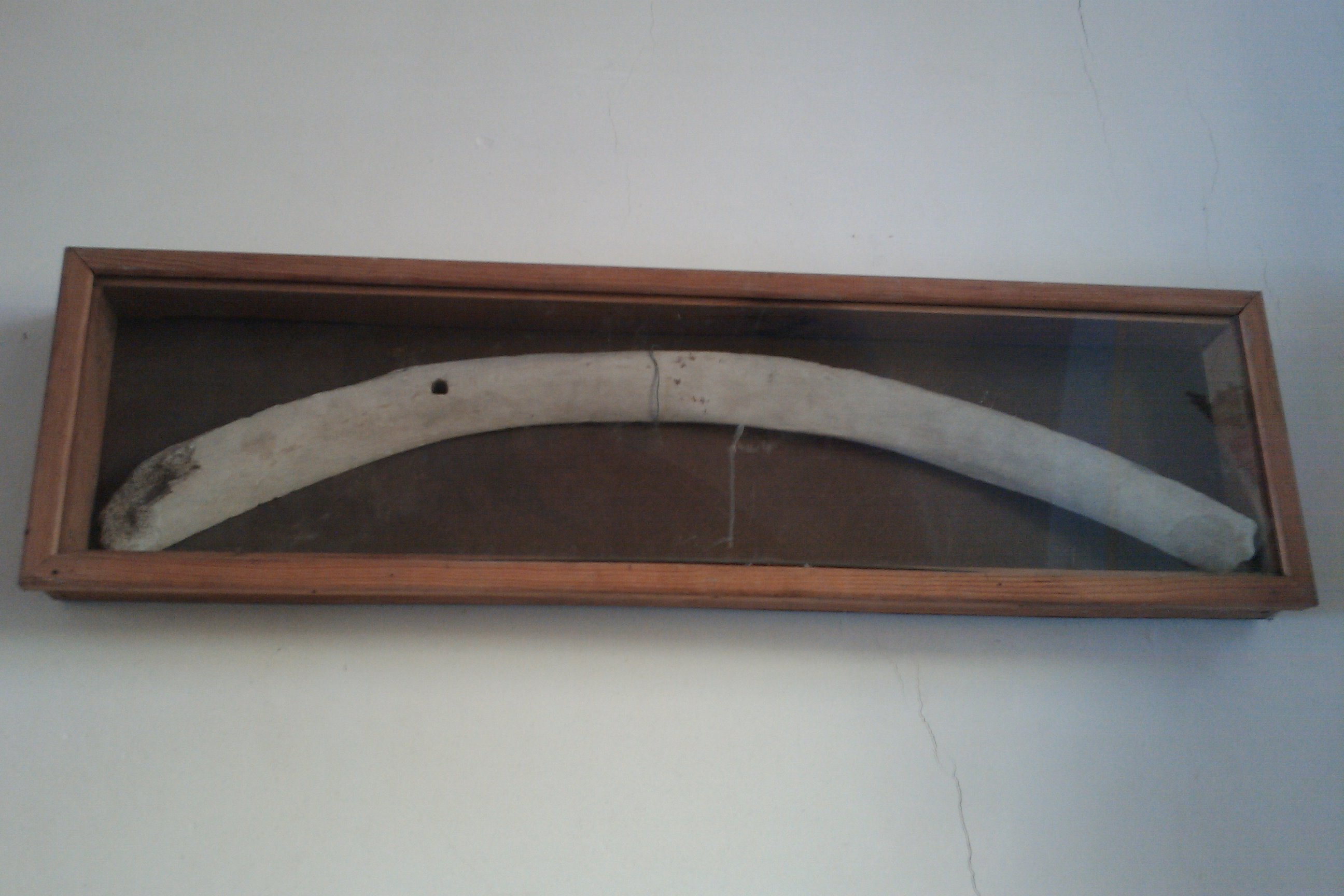
Os de baleine comme ex-voto.

- Église Saint-Pierre des XVIe, XIXe – XXe siècles. Au-dessus de l'entrée épitaphe de 1609. Sont inhumé dans le chœur selon la coutume, le chevalier Simon de Saint-Germain (XVIIIe siècle), seigneur de La Baleine, et son épouse Léonor Bernard[24], avec sur le pignon de la nef, la litre funéraire avec les armoiries des défunts : de gueules au chevron d'argent accosté de trois besants du même, deux en chef et un en pointe[23].

L'église abrite un maître-autel (XVIIe), un bénitier (XVIe), des fonts baptismaux (XVIIe), une épitaphe de Marie de Ballenoys (1609), les statues de saint Pierre (XIXe), saint André (XVIIIe), saint Dominique (XIXe), saint Roch (XIXe), un tableau Donation du rosaire (XIXe), un ex-voto avec une côte de baleine.
- Croix de cimetière (1685).
- Chapelle Notre-Dame du Manoir ou du Bonsecours (1609) et l'auberge. Fermée en 1790, la chapelle, face à l'église, a été restaurée et réaffectée au culte en 1868 et est devenue un lieu de pèlerinage[41], calvaire dizainier, christ en bois (XIIIe), Vierge à l'Enfant.
- Le manoir (XVIe – XIXe siècles), ancienne maison seigneurial.
- Vallée de la Sienne.
- Parc botanique.

## Activité et manifestations
Chaque année depuis 1993, au printemps, est organisé par l'Association de sauvegarde de la chapelle un rallye moto.